# Nomada pygmaea
Nomada pygmaea är en biart som beskrevs av Cresson 1863. Nomada pygmaea ingår i släktet gökbin, och familjen långtungebin. Inga underarter finns listade i Catalogue of Life.